# Loïs Openda
Ikoma-Loïs Openda (* 16. února 2000 Lutych) je belgický profesionální fotbalista, který hraje na pozici útočníka za německý klub RB Leipzig a za belgický národní tým.

## Klubová kariéra
Openda hrál jako junior za Patro Othee FC a RFC de Liège, než se připojil k mládežnické akademii Standardu Lutych. V roce 2015 se přesunul do akademie klubu Bruggy, kde debutoval v seniorské lize 10. srpna 2018 v rámci Jupiler Pro League proti Kortrijku. Openda po 80 minutách vystřídal Jelle Vossena .
Dne 21. července 2020 se Openda připojil k nizozemskému klubu Eredivisie Vitesse na sezónní hostování. Svůj první gól za klub vstřelil 3. října při výhře 3:0 nad Heracles Almelo. Vitesse se dostal do finále KNVB Cupu, ale prohrálo 2:1 s Ajaxem. Openda vstřelil jediný gól svého celku. V červnu 2021 se Openda vrátil do Vitesse na sezónní hostování.
Dne 6. července 2022 francouzský klub Lens oznámil podpis pětileté smlouvy s Opendou. Útočník vstřelil svůj první gól proti Interu Milán v přátelském utkání 22. července 2022. Dne 28. října vstřelil svůj první hattrick za Lens při výhře 3:0 nad Toulouse. Po osmi zápasech bez vstřeleného gólu vstřelil 12. března 2023 nejrychlejší hattrick v Ligue 1 během čtyř minut a 30 sekund při venkovní výhře 4:0 nad Clermont Foot, čímž překonal dosavadní rekord Matta Moussiloua.

## Reprezentační kariéra
Dne 18. května 2022 byl Openda jmenován do týmu pro čtyři zápasy Ligy národů UEFA 2022/23 ve dnech 3., 8., 10. a 13. června 2022 proti Nizozemsku, Polsku (2 zápasy) a Walesu. Dne 13. září 2022 hrál znovu proti Walesu v Lize národů UEFA.
Dne 10. listopadu 2022 byl jmenován do finální belgické nominace pro Mistrovství světa ve fotbale 2022 v Kataru.

## Osobní život
Openda se narodil v Belgii a je marockého a konžského původu.

## Statistiky

### Klubové
Platí k zápasu hranému 3. června 2023.
| Klub                | Sezóna            | Liga               | Liga   | Liga | Národní pohár | Národní pohár | Kontinentální | Kontinentální | Celkově | Celkově |
| Klub                | Sezóna            | Divize             | Zápasy | Góly | Zápasy        | Góly          | Zápasy        | Góly          | Zápasy  | Góly    |
| ------------------- | ----------------- | ------------------ | ------ | ---- | ------------- | ------------- | ------------- | ------------- | ------- | ------- |
| Bruggy              | 2018/19           | Jupiler Pro League | 20     | 4    | 1             | 0             | 7             | 0             | 28      | 4       |
| Bruggy              | 2019/20           | Jupiler Pro League | 15     | 0    | 3             | 0             | 7             | 1             | 25      | 1       |
| Bruggy              | Celkově           | Celkově            | 35     | 4    | 4             | 0             | 14            | 1             | 53      | 5       |
| Vitesse (hostování) | 2020/21           | Eredivisie         | 33     | 10   | 5             | 3             | —             | —             | 38      | 13      |
| Vitesse (hostování) | 2021/22           | Eredivisie         | 37     | 19   | 2             | 0             | 11            | 9             | 50      | 28      |
| Vitesse (hostování) | Celkově           | Celkově            | 70     | 29   | 7             | 3             | 11            | 9             | 89      | 41      |
| Lens                | 2022/23           | Ligue 1            | 38     | 21   | 4             | 0             | —             | —             | 42      | 21      |
| Celkově v kariéře   | Celkově v kariéře | Celkově v kariéře  | 143    | 54   | 15            | 3             | 25            | 10            | 184     | 67      |

### Reprezentační
Platí k zápasu hranému 17. června 2023.
| Národní tým | Rok     | Zápasy | Góly |
| ----------- | ------- | ------ | ---- |
| Belgie      | 2022    | 6      | 2    |
| Belgie      | 2023    | 3      | 0    |
| Celkově     | Celkově | 9      | 2    |

#### Reprezentační góly
Skóre a výsledky Belgie jsou vždy zapsány jako první. Góly Loïse Opendy jsou zvýrazněny.
| Gól | Datum              | Místo                                                | Soupeř | Skóre | Výsledek | Soutěž                     |
| --- | ------------------ | ---------------------------------------------------- | ------ | ----- | -------- | -------------------------- |
| 1.  | 8. června 2022     | Stadion krále Baudouina, Brusel, Belgie              | Polsko | 6:1   | 6:1      | Liga národů UEFA 2022/2023 |
| 2.  | 18. listopadu 2022 | Jaber Al-Ahmad International Stadium, Kuvajt, Kuvajt | Egypt  | 1:2   | 1:2      | Přátelský zápas            |

## Úspěchy
Bruggy
- Jupiler Pro League: 2019/20
- Belgický Superpohár: 2018

Individuální
- Hráč měsíce Eredivisie: květen 2022
- Tým měsíce Eredivisie: květen 2022
- Hráč měsíce Ligue 1: březen 2023, duben 2023
- Tým roku Ligue 1: 2022/23